# Ksenija Ivanovna Šestova
La Boiarda Ksenija Ivanovna Šestova (in russo Ксения Иоанновна (Ивановна) (1560 – 1631) è stata la sposa di Fëdor Nikitič Romanov e madre di Michele di Russia. Le origini di Ksenija sono state per secoli oggetto di dispute tra i genealogisti. Attualmente è accettato che il suo cognome fosse Šestova (Шестова) piuttosto che Šastunova, come si pensava in passato, e che il nonno fosse Timofej Grjazony, un ricco proprietario terriero di Uglič.
Durante il periodo della repressione dei Romanov ad opera di Boris Godunov, venne costretta a prendere il velo, cambiando il suo nome in Marta (in russo, Marfa). Dopo molti anni di esilio nel distretto di Tolvujskij, si stabilì con il figlio a Kostroma. Fu in quel luogo che un ambasciatore venne ad informare Michele della sua elezione al trono di Russia nel 1613. Visto che i precedenti zar erano stati uccisi o colpiti dalla disgrazia, Marfa inizialmente non volle dare la propria approvazione al figlio e lasciarlo andare a Mosca. Infine ella si arrese e gli diede la sua approvazione benedicendolo con l'icona Nostra Signora di San Teodoro, che divenne una sorta di reliquia della dinastia Romanov.
Durante i primi anni di regno, Marfa (o la «grande monaca» come venne in seguito conosciuta) esercitò una grande influenza sul figlio indifferente e malato. Ella fu in grado di piazzare i suoi parenti, i Saltykov, in importanti posizioni di governo, conducendo ad una diffusione della corruzione; il ritorno del marito dalla Polonia nel 1619 pose fine alla loro influenza (e a quella di Marfa) a corte.
Morì nel 1631.